# Ernst Toch
Ernst Toch (Leopoldstadt, actual Austria, 7 de diciembre de 1887 - 1 de octubre de 1964, Santa Mónica Ca.) fue un prolífico compositor de música clásica y de bandas sonoras.

## Biografía
Ernst Toch nació en Leopoldstadt, Viena, en el seno de la familia de un comerciante de cuero judío cuando la ciudad estaba en su apogeo en pleno siglo XIX cultural. Estudió filosofía en la universidad de Viena, medicina en la universidad de Heidelberg y música en el Conservatorio de Hoch (1909–1913) de Frankfurt. Su instrumento principal era el piano, y llegó a tener mucho éxito con este instrumento en Europa Occidental. Mucha de su obra fue concebida para piano.
Toch continuó su desarrollo como artista y compositor durante su vida adulta, y en América supuso toda una inspiración para toda una generación de compositores. Sus primeras composiciones datan del 1900, siendo estas pastiches al estilo de Mozart (1905 Cuartetos para piano). Su primer cuarteto fue interpretado en Leipzig en 1908, y el sexto (Opus 12, 1905) en el año 1909. En 1909, su sinfonía para cámara en Fa mayor (escrita en 1906) ganó el premio Frankfurt/Main Mozart. A partir de este momento Toch se dedicó a componer a tiempo completo. Ganó el premio Mendelssohn en el 1910. En 1913, fue nombrado profesor de piano y composición en la Escuela Superior de Música de Mannheim. Tras ganar varios premios más sobre su trabajo, Toch sirvió 4 años en el Frente Italiano durante la Primera Guerra Mundial. En 1916, contrajo matrimonio con Lilly Zwack, hija de un banquero.
Cuando terminó la Primera Guerra Mundial, volvió a Mannheim para componer, desarrollando así un nuevo estilo de polifonía. Se doctoró por la universidad de Heidelberg en 1921. Luego enseñó en el conservatorio de Mannheim donde fue mentor de Hugo Chaim Adler.
Tras la ascensión al poder de Adolf Hitler en 1933 Toch se exilió a París para posteriormente trasladarse a Londres, donde escribió numerosas bandas sonoras. En 1935, aceptó una invitación para ir a Nueva York a la Nueva Escuela. Sin embargo, sólo pudo subsistir económicamente en California mediante la composición de música para Hollywood. A diferencia de su colega de profesión Erich Wolfgang Korngold, Toch nunca se sintió atraído por la industria del cine, por lo que en raras ocasiones obtuvo trabajos realmente rentables. Su música para una escena de persecución en la película sobre Heidi, protagonizada por Shirley Temple en 1937, es recordada como su mejor banda sonora.
Murió en Santa Mónica (California), y fue enterrado en el Cementerio Westwood de Los Ángeles. Fue el abuelo de los autores Lawrence Weschler y Toni Weschler.

## Trabajo
De forma general su trabajo presenta un toque humorístico (uite Bunte de 1929). En 1930 desarrolló el "Gesprochene Musik", el idioma del coro hablado. En este sentido, su obra más interpreteda es la Fuga geográfica o Fuge aus der Geographie, la cual fue calificada por él mismo como una desviación poco importante en su obra. Escribió obras para el cine, sinfonías, música de cámara, óperas de cámara... También escribió libros sobre teoría musical: Melodielehre (1923) y The Shaping Forces in Music (1948).
Toch fue considerado uno de los compositores claves durante el Vanguardismo. Ganó el premio Pulitzer otorgado a la música en el 1956 por su Tercera Sinfonía, que se interpretó por primera vez el 2 de diciembre de 1955, por la Orquesta Sinfónica de Pittsburgh dirigida por William Steinberg. Entre sus alumnos notables se encuentra Richard Wernick.

## Trabajos

### Sinfonías
- Sinfonías n.º 1, Op. 72 (1950) (pub. 1951).
- Sinfonías n.º 2, Op. 73 (1951) (pub. 1953).
- Sinfonías n.º 3, Op. 75 (1955) (pub. 1957).
- Sinfonías n.º 4, para orquesta y coro, Op. 80 (1957) (pub. 1960).
- Sinfonías n.º 5 ‘Jephtha, Rapsodia’, Op. 89 (1963) (pub. 1965).
- Sinfonías n.º 6, Op. 93 (1963) (pub. 1966).
- Sinfonías n.º 7, Op. 95 (1964) (pub. 1968).

### Conciertos
- Concierto para Violonchelo y Orquesta de Cámara, Op. 35 (1924) (pub. 1925)
- Concierto para Piano y Orquesta, (Concierto para Piano n.º 1), Op. 38 (1926) (pub. 1926)..
- Sinfonía para Piano y Orquesta, (Concierto para Piano n.º 2), Op. 61 (1933) (pub. 1933).

### Otros trabajos orquestales
- Scherzo en Si menor, Versión orquestal, Op. 11 (1904) (pub. c. 1905).
- Phantastishche Nachtmusik (Serenata fantástica), para orquesta, Op. 27 (1920) (pub. 1921).
- Cinco piezas para orquesta de cámara, Op. 33 (1924) (pub. 1924).
- Komödie für Orchester in Einem Satz ("Comedia para orquesta" en un movimiento), Op. 42 (1927) (pub. 1927).
- Vorspiel zu einem Märchen (Preludio a un Cuento Fantástico), para orquesta, Op. 43a (1927) (pub. 1927) .
- Fanal (Beacon) para Órgano y Orquesta, Op. 45 (1928) (pub. 1928).
- Suite Bunte (Suite Motley), para orquesta, Op. 48 (1928) (pub. 1929).
- Kleine Ouvertüre zu der Fächer (Pequeña overtura al Fan), para orquesta, Op. 51 (1929) (pub. 1929).
- Kleine Theater-Suite (Pequeña Suite de Teatro), para orquesta, Op. 54 (1930) (pub. 1931).
- Big Ben: Variación-Fantasía sobre las Chimeneas de Westminster, para orquesta, Op. 62 (1934) (pub. 1935).
- Pinocchio: Una dulce overtura para orquesta (1935) (pub. 1937).
- ‘The Idle Stroller’ Suite, para orquesta (1938) (Inédita).
- The Covenant (El Pacto) (Sexto movimiento de The Genesis Suite (La Suite del Génesis)), para orquesta y narrador.(c. 1945) (Partitura perdida; existen grabaciones).
- Hyperion: A Dramatic Prelude for Orchestra (Hiperión: Un preludio dramático para orquesta), Op. 71 (1947) (pub. 1950).
- Circus: An Overture (Circo: Una Overtura), para orquesta (1953) (pub. 1954).
- Notturno, para orquesta, Op. 77 (1953) (pub. 1957).
- Peter Pan, para orquesta, Op. 76 (1956) (pub. 1956).
- Intermezzo para orquesta (1959) (pub. 1962).
- Epilogue para orquesta (reorquestación del primer movimiento de Idle Stroller) (1959) (pub. 1964).
- Short Story para orquesta (1961) (Inédita).
- The Enamoured Harlequin, para orquesta, Op. 94 (1963) (Inédita).
- Sinfonietta para orquesta de cuerda, Op. 96 (1964) (pub. 1965).
- Variaciones de la canción Swabian Folk Song ‘Muss i denn zum Städle hinaus’, para orquesta (1964) (Inédita).

### Trabajos de cámara
- Cuarteto de cuerda en La menor, Op. 12 (1904–1905) (Inédita).
- Sinfonía de cámara en Fa mayor, para flauta, oboe, clarinete, fagot, trompa, 2 violines, violonchelo & bajo (1906) (Inédita).
- Cuarteto de cuerda en Sol mayor, Op. 15 (1908) (Inédita).
- Vom sterbenden Rokoko (Desde el moribundo Rococo), para violín & piano, Op. 16 (1909) (pub. 1910).
- Dúos para dos violines, Op. 17 (1909) (pub. c. 1910).
- Romanze, para violín & piano (c. 1910) (pub. 1911).
- Serenata para tres violines, Op. 20 (1911) (pub. 1912).
- Sonata para violín y piano, Op. 21 (1912) (Inédita).
- Serenata (Spitzweg) para dos violines y viola, Op. 25 (1916) (pub. 1921).
- Cuarteto de cuerda en Re-bemol mayor, Op. 18 (1910) (pub. 1911).
- Cuarteto de cuerda en Re mayor, Op. 26 (1919) (pub. 1920).
- Cuarteto de cuerda en el Nombre ‘Bass’, Op. 28 (1920) (pub. c. 1923).
- Tanz-Suite (Suite de Vaile), para flauta, clarinete, violín, viola, bass & percusión, Op. 30 (1923) (pub. 1924) (más cuerdas opcionales).
- Cuartetos de cuerda, Op. 34 (1924) (pub. 1924).
- Dos Divertimentos para duetos de cuerdas, Op. 37 (n.º 1: violín & violonchelo / n.º 2: violín & viola) (1925) (pub. 1926).
- Sonata para Violín y Piano, Op. 44 (1928) (pub. 1928).
- Sonata para Violoncelo y Piano, Op. 50 (1929) (pub. 1929).
- Trío de cuerda, para violín, viola & violonchelo, Op. 63 (1936) (pub. 1955).
- Quinteto para piano, dos violines, viola and violonchelo, Op. 64 (1938) (pub. 1947).
- Cuartetos de cuerda, Op. 70 (1946) (pub. 1949).
- Dedication, para cuartetos de cuerda u orquesta de cuerda (1948) (pub. 1957).
- Adagio Elegiaco, para clarinete & piano (1950) (pub. 1987).
- Cuarteto de cuerda, Op. 74 (1953–1954) (pub. 1961).
- Sonatinetta, para flauta, clarinete & fagot, Op. 84 (1959) (pub. 1961).
- Tres Impromptus para instrumentos de cuerda no acompañados, Op.90a (violin), 90b (viola), 90c (violonchelo) (1963) (pub. 1965).
- Cuarteto para Oboe, Clarinete, Fagot and Viola, Op. 98 (1964) (pub. 1967).

### Trabajos para conjuntos de viento
- Spiel für Blasorchester (Divertimento para orquesta de viento), Op. 39 (1926) (pub. 1926; Donaueschingen premier).
- Miniatur Ouvertüre para dos flutas, oboe, clarinete,clarinete bajo, 2 trompetas, trombón & percusión (1932) (pub. 1932).
- Cinco piezas para instrumentos de viento y percusión, Op. 83 (1959) (pub. 1961).
- Sinfonietta para instrumentos de viento y percusión, Op. 97 (1964) (pub. 1967).

### Trabajos para piano
- Melodische Skizzen (Escenas melódicas), Op. 9 (1903) (pub. c. 1903-1905).
- Tres preludios, Op. 10 (c. 1903) (pub. desconocida).
- Scherzo en Si menor, versió original para piano, Op. 11 (1904) (pub. c. 1905).
- Stammbuchverse (Versos del álbum), Op. 13 (1905) (pub. 1905).
- Begegnung (Reunión) (1908) (Inédita).
- Reminiszenzen (Reminisciencias), Op. 14 (1909) (pub. 1909).
- Canon (Aus Dem ‘Tagebuch’) (1914) (pub. 1915).
- Burlesken (Burlesques), Op. 31 (1923) (pub. 1924).
- Tres piezas para piano, Op. 32 (1924) (pub. 1925).
- Capriccetti, Op. 36 (1925) (pub. 1925).
- Tanz-und-Spielstücke (Piezas para jugar y bailar), Op. 40 (c. 1926) (pub. 1927).
- Sonata para piano, Op. 47 (1928) (pub. 1928).
- Kleinstadtbilder (Ecos desde una pequeña ciudad), 14 piezas de piano moderadamente difícil, Op. 49 (1929) (pub. 1929).
- 5 × 10 Etudes, Op. 55-59 (1931) (pub. 1931).
- Profiles, Op. 68 (1946) (pub. 1948).
- Ideas, Op. 69 (1946) (pub. 1947).
- Diversions, Op. 78a (1956) (pub. 1958).
- Sonatinetta, Op. 78b (1956) (pub. 1958).
- (Untitled canon) (1959) (Inédito).
- Tres pequeños bailes, Op. 85 (1961) (pub. 1962).
- Reflections, Op. 86 (1962) (pub. 1962).
- Sonata para piano a cuatro manos, Op. 87 (1962) (pub. 1963).

### Otros trabajos solistas
- Tres piezas originales para el órgano Electric Welte-Mignon (1926) (Inédita).
- Etude, para órgano mecánico (1927) (Inédita).
- Dos Etudes para solista de violinchello (1930) (pub. 1931).

### Opera
- Die Prinzessin auf der Erbse (La princesa y el guisante), Op. 43 (1927) (pub. 1927)
Cuento musical en un acto; texto de H. C. Andersen por Benno Elkan; Existen versiones en inglés y alemán.
- Egon und Emilie [Edgar and Emily], Op. 46 (c. 1928) (pub. 1938)
Opera de cámara en un acto; "Not a family drama" (Kein Familiendrama); texto por Christian Morgenstern; Existen versiones en inglés y alemán.
- Der Fächer (El ventilador), Op. 51 (1929 or 1930) (pub. 1930)
Opera-capriccio en tres actos; texto por Ferdinand Lion. Der Fächer fue redescubierta y reproducida por primera vez desde 1930 po el Bielefeld Opera dirigida por Geoffrey Moull in 1995.[3]
- Scheherazade: The Last Tale (Scheherazade: El último cuento) [Das letzte Märchen], Op. 88 (1962) (pub. 1965)
Opera en un acto; texto por Melchior Lengyel, traducción al inglés por Cornel Lengyel.[4]

### Trabajos corales
- An mein Vaterland (A mi patria), Op.23 (1913) (Inédita)
para gran orquesta, órgano,soprano solista, coro mixto y masculino.
- Gesprochene Musik (Música hablada), (1930). Sólo las n.º 1 de 3 publicadas.
- Fuga geográfica, para coro hablado (1930) (pub. 1950) n.º 1 of 3 de Gesprochene Musik.
- Der Tierkreis (El zodiaco), para coro femenino (1930) (Nos. 1 & 2 pub. 1930; n.º 3 inédita).
- Das Wasser (El agua), Cantata basada en el texto de A. Döblin, Op. 53 (1930) (pub. 1930)
para tenor, barítono, narrador, coro, flauta, trompeta, percusión & cuarda.
- Cantata of the Bitter Herbs (Cantata de la lechuga silvestre), Op. 65 (1938) (pub.?)
Para solista soprano, alto, tenor y barítono, narrador, coro y orquesta.
- The Inner Circle, seis coros a capela para coros mixtos, Op.67 (1945, revisada en 1953) (pub. 1953)
(Thomas Carlyle) / El cordero (William Blake) / Extingue mis ojos(Rainer Maria Rilke) / O World, thou chosest not (George Santayana) / Have you not heard his silent step (Rabindranath Tagore) / 6. Goodbye, proud world (Ralph Waldo Emerson).
- Phantoms, Op.81 (1957) (pub.?)
para cantantes masvulinos y femeninos, coro femenino, flauta, clarinete, vibráfono, xilófone, timpani & percusión.
- Song of Myself (Canción de mí mismo), para coros mixtos (1961) (pub. 1961).
- Vals (Waltz), para coro & percusión opcional (1961) (pub. 1962).

### Otros trabajos vocales
- Ich wollt, ich wär ein fisch (Ojala fuera un pez), para voces altas & piano (1920) (Inédita).
- Die Chinesische Flöte (La flauta china), Op. 29 (1922) (pub. 1923)
para soprano, 2 flautas, clarinete, clarinete bajo, percusión, celesta & sección de cuerda. Existen versiones en inglés y alemán.
- Nine Songs for Soprano and Piano (Nueve obras para soprano y piano), Op. 41 (1926) (pub. 1928). Existen versiones en inglés y alemán.
- Music for Orchestra and Baritone (Música para orquesta y barítono), Op. 60 (1931) (pub. 1932).
- Chansons sans paroles (Canciones sin palabras), para voz y piano(1940) (Inédita).
- Poems to Martha (Poemas a Marta), para voces medias y cuarteto de cuerda (1942) (pub. 1943).
- There Is a Season for Everything (Todo tiene su tiempo), para mezzo-soprano, flauta, clarinete, violín & violonchelo (c. 1953) (pub. 1953).
- Vanity of Vanities (Vanidad de vanidades), para soprano, tenor, flauta, clarinete, violín, viola & violonchelo (1954) (pub. ?).
- Lange schon haben meine Freunde versucht (Mis amigos ya lo han intentado), para soprano & barítono (1958) (Inédita).

### Música Incidental
- Der Kinder Neujahrstraum (Sueño de niño de año nuevo) (Obra teatral), Op. 19, para soprano solista, alto, tenor & barítono, coro & orquesta (1910).
- Anabasis para flauta, clarinete, 2 trompetas, trombón, tuba, percusión & coro (1931).
- Im fernen Osten (En el lejano oriente) (radio), para flauta, 2 trompetas, mandolina, guitarra, 2 violines, viola, violonchelo, percusión, coro & y solista masculino (1931).
- Die Heilige von U.S.A. (El Santo de EE.UU.) (obra teatral), para conjuntos de viento, percusión, piano, harmonium, alto solista & coro (1931).
- König Ödipus (Oedipus rex) (radio), para 2 clarinetes, 2 trompetas, 2 trombones, percusión & cuerda (1931).
- Medea (radio), para conjuntos de viento, percusión & coral (1931).
- Die Räuber (The Robbers) (radio), para 2 trompetas in Do, trompeta bajo o trombón & percusión (1931).
- Die Rollen des Schauspielers Seami (Los papeles del actor Seami) (radio), para flauta, clarinete, violín, banjo, guitarra & percusión (1931).
- Turandot (radio), para flauta, clarinete, trompeta en Do, violonchelo, piano & percusión (1931).
- Uli Wittewüpp (obra teatral), para clarinete, trompeta, percusión, piano & scuerda (1931).
- Napoleon, oder die 100 Tage (Napoleón, o Los 100 días) (radio) (1931 o 1932)
- Das Kirschblütenfest (El festival del fagot) (obra teatral), para timpani, percusión, harmonium & cuerda (1927).
- The Gates of Carven Jade o The Garden of Jade (El jardín de jade) (radio), para flauta, clarinete, banjo, guitarra, violín & solista soprano (c. 1934).
- William Tell (obra teatral), para flauta, 2 clarinetes, fagot, trompeta, trompa, 2 trombones, percusión & coro (1939).
- Das Kirschblütenfest (pub. 1927).

### Bandas sonoras
- Catherine the Great (Compuesta en 1933).
- The Private Life of Don Juan (Compuesta en 1934).
- Little Friend (Compuesta en 1934).
- Peter Ibbetson (Compuesta en 1935).
- Outcast (Compuesta en 1936).
- On Such a Night (Compuesta en 1937).
- The Rebel Son (1938).
- The Cat and the Canary (Compuesta en 1939).
- The Ghost Breakers (Compuesta en 1940).
- Dr. Cyclops (Compuesta en 1940).
- Ladies in Retirement (Compuesta en 1941).
- First Comes Courage (Compuesta en 1943).
- None Shall Escape (Compuesta en 1943).
- Address Unknown (Compuesta en 1944).
- The Unseen (Compuesta en 1945).

### Libros
- Beiträge zur Stilkunde der Melodie (1921) — disertación para la universidad de Heidelberg.
- Melodielehre (1923) — disertación.
- The Shaping Forces in Music: An Inquiry into the Nature of Harmony, Melody, Counterpoint, Form (1948) — material de la disertación.

## Premios y distinciones
Premios Óscar
| Año  | Categoría                                              | Película              | Resultado |
| ---- | ------------------------------------------------------ | --------------------- | --------- |
| 1945 | Mejor banda sonora de una película dramática o comedia | Domicilio desconocido | Nominado  |